# Armenischer Fußballpokal 1996/97
Der armenische Fußballpokal 1996/97 war die sechste Austragung des Pokalwettbewerbs in Armenien.
24 Mannschaften waren startberechtigt. FA Ararat Jerewan gewann zum vierten Mal den Pokal. Im Finale wurde der Vorjahressieger FC Pjunik Jerewan mit 1:0 besiegt. Ararat nahm am Europapokal der Pokalsieger teil.

## Modus
Der Pokal wurde in fünf Runden ausgetragen. Die Sieger wurden in Hin- und Rückspiel ermittelt. Bei Torgleichstand entschied zunächst die Anzahl der Auswärts erzielten Tore, danach eine Verlängerung. Wurde in dieser nach zweimal 15 Minuten keine Entscheidung erreicht, folgte ein Elfmeterschießen, bis der Sieger ermittelt war. Das Finale wurde in einem Spiel in Jerewan ausgetragen.

## 1. Runde
Die Hinspiele fanden am 1. Oktober 1996, die Rückspiele am 9. und 10. Oktober 1996 statt. Folgende Vereine hatten ein Freilos: FC Pjunik Jerewan, FC Kotajk Abowjan, FC Van Jerewan, Zement Ararat, FC Karabach Jerewan, FA Ararat Jerewan, FC Schirak Gjumri, FC Jerewan.
|                       | Gesamt      |                         | Hinspiel | Rückspiel |
| --------------------- | ----------- | ----------------------- | -------- | --------- |
| FC Sangesur Goris     | 1kampflos 1 | FC Arabkir Jerewan      | –        | –         |
| FC Kumajri Gjumri     | 1kampflos 1 | FC Aznavour Nojemberjan | –        | –         |
| FC Kapan 81           | 1kampflos 1 | SC Nairi Jerewan        | –        | –         |
| FC Dinamo Jerewan     | 1kampflos 1 | FC Kaen Idschewan       | –        | –         |
| Kasach Aschtarak      | 2:0         | FC Sapfir               | 2:0      | 2– 2      |
| BMA-Arai Etschmiadsin | 3:4         | FC Dwin Artaschat       | 3:4      | 2– 2      |
| FC Lori Wanadsor      | 4:2         | FC Armawir              | 1:0      | 3:2       |
| ZSKA Jerewan          | 6:2         | ASS Jerewan             | 0:2      | 6:0       |

## Achtelfinale
Die Hinspiele fanden vom 19. Oktober bis 2. November 1996, die Rückspiele vom 2. bis 14. November 1996 statt.
|                     | Gesamt      |                         | Hinspiel | Rückspiel |
| ------------------- | ----------- | ----------------------- | -------- | --------- |
| FC Jerewan          | 1kampflos 1 | FC Kapan 81             | –        | –         |
| FC Karabach Jerewan | 1kampflos 1 | ZSKA Jerewan            | –        | –         |
| FC Pjunik Jerewan   | 7:1         | FC Sangesur Goris       | 5:0      | 2:1       |
| Kasach Aschtarak    | 0:7         | FC Van Jerewan          | 0:7      | – 2       |
| FC Kotajk Abowjan   | 4:3         | FC Aznavour Nojemberjan | 3:0      | 1:3       |
| FC Lori Wanadsor    | 1:5         | Zement Ararat           | 0:1      | 1:4       |
| FC Dinamo Jerewan   | 01:21       | FC Schirak Gjumri       | 0:9      | 01:12     |
| FC Dwin Artaschat   | 2:3         | FA Ararat Jerewan       | 2:3      | 0:0       |

## Viertelfinale
Die Hinspiele fanden am 26. März 1997, die Rückspiele am 8. April 1997 statt.
|                   | Gesamt      |                   | Hinspiel | Rückspiel |
| ----------------- | ----------- | ----------------- | -------- | --------- |
| FC Jerewan        | 3:1         | FC Van Jerewan    | 3:1      | 0:0       |
| FC Pjunik Jerewan | 7:2         | FC Kotajk Abowjan | 2:0      | 5:2       |
| FC Schirak Gjumri | 1:2         | FA Ararat Jerewan | 1:1      | 0:1       |
| Zement Ararat     | 1kampflos 1 | ZSKA Jerewan      | –        | –         |

## Halbfinale
Die Hinspiele fanden am 13. Mai 1997, die Rückspiele am 18. Mai 1997 statt.
|                   | Gesamt |                   | Hinspiel | Rückspiel |
| ----------------- | ------ | ----------------- | -------- | --------- |
| FC Jerewan        | 1:7    | FC Pjunik Jerewan | 0:5      | 1:2       |
| FA Ararat Jerewan | 4:0    | Zement Ararat     | 2:0      | 2:0       |

## Finale
| FA Ararat Jerewan                         | FA Ararat Jerewan | FC Pjunik Jerewan | FC Pjunik Jerewan |
| ----------------------------------------- | --- | --- | ----------------- |
| FA Ararat Jerewan                         | \| 28. Mai 1997 in Jerewan (Stadion Hrasdan) \| \| Ergebnis: 1:0 (1:0) \| \| Zuschauer: 4.500 \| \| Schiedsrichter: S. Kasarjan \| | \| 28. Mai 1997 in Jerewan (Stadion Hrasdan) \| \| Ergebnis: 1:0 (1:0) \| \| Zuschauer: 4.500 \| \| Schiedsrichter: S. Kasarjan \| | FC Pjunik Jerewan |
| FA Ararat Jerewan                         | Harutjun Abrahamjan – Artur Asojan, Tigran Gspejan, Hakop Mkrjan (30. Arschak Amirjan), Wihen Abramjan – Owakim Owakimjan, Tigran Mkrttschjan, Armenak Galstjan, Artur Minasjan, (76. Artur Kotscharjan) – Arsen Ajwasjan, Sedrak Babajan, (72. Karen Barsegjan) | Armen Awagjan – Artur Mkrttschjan, Sargis Howsepjan, Wardan Hatschatrjan, Aramajis Torojan (72. Armen Schahgeldjan) – Suren Tschachaljan (46. Wardan Minasjan), Sejran Poghosjan (55. Romik Chatschatrjan), Hamlet Mchitarjan, Armen Sanamjan – Arsen Awetissjan, Warasdat Awetissjan | FC Pjunik Jerewan |
| FA Ararat Jerewan                         | 1:0 Sedrak Babajan (6.) | | FC Pjunik Jerewan |
| 28. Mai 1997 in Jerewan (Stadion Hrasdan) | | |                   |
| Ergebnis: 1:0 (1:0)                       | | |                   |
| Zuschauer: 4.500                          | | |                   |
| Schiedsrichter: S. Kasarjan               | | |                   |